# Skärbräda

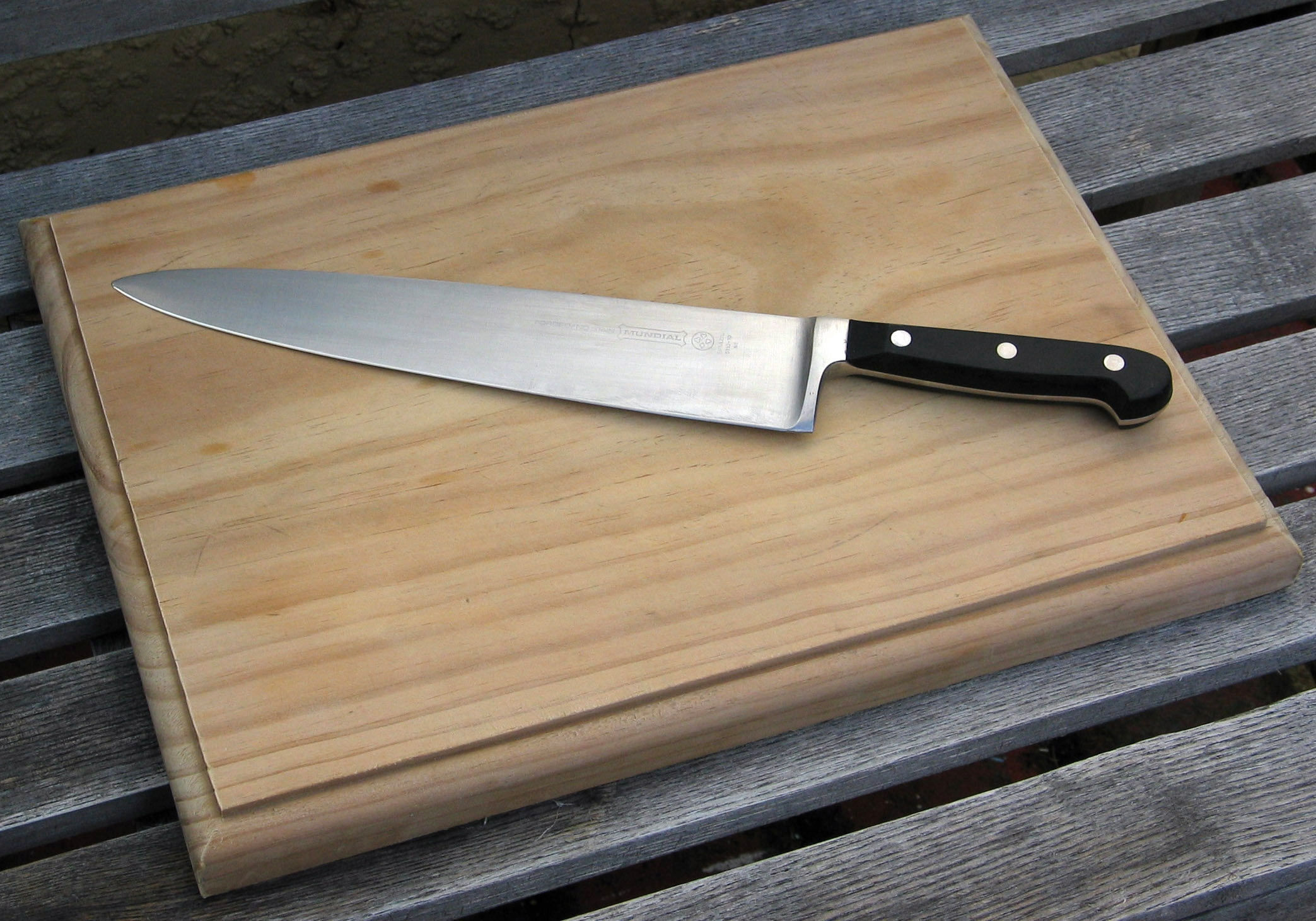
Skärbräda med kockkniv

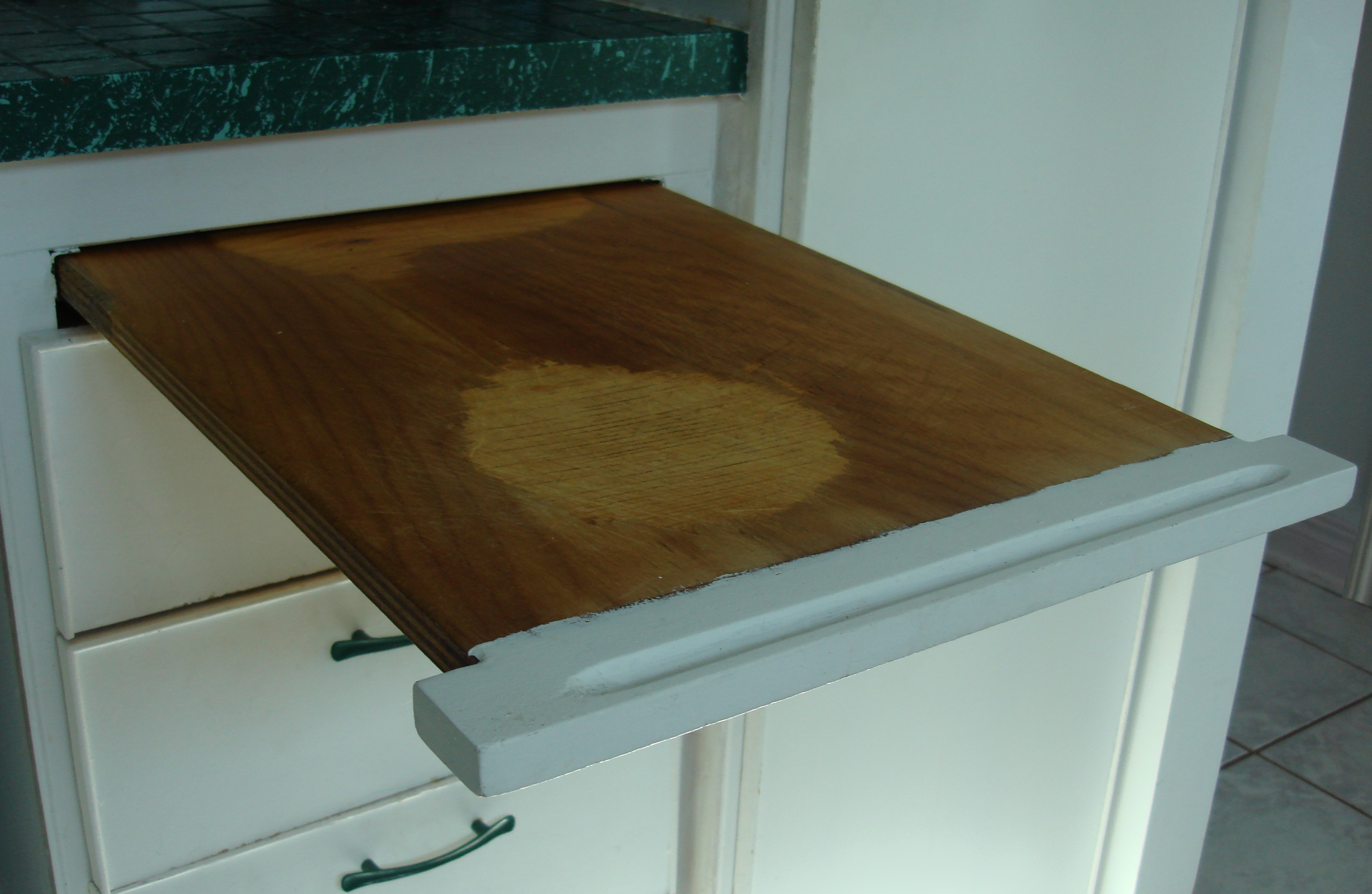
En skärbräda av trä kan byggas in i köksinredningen.

Skärbräda eller skärbräde är ett husgeråd avsett att lägga de råvaror som behöver delas på. Skärbrädor finns i olika material, såsom trä, plast och glas.

## Hygien och vård
Eftersom bakterier kan ta sig ned i de skåror som uppkommit vid användandet kan skärbrädor vara ohygieniska. Av detta skäl ges ofta rådet att man inte bör skära rått kött på samma skärbräda som tillrett kött eller grönsaker. Livsmedel med stark lukt, som lök och fisk brukar också skäras på en separat skärbräda eftersom lukten sätter sig i brädan och kan föras över till andra livsmedel. 
Mycket utspätt blekmedel är det bästa för att sterilisera skärbrädor. Träskärbrädor bör aldrig köras i diskmaskin eller lämnas i vatten under längre tid. Om de vårdas väl kan träskärbrädor ärvas av nästa generation. Trä- eller plastskärbrädor med många eller djupa skåror bör ges en ny yta då det kan finnas bakterier i skårorna, detta kan vara lätt ordnat med brädor av trä, jämfört med de av plast.
Plastskärbrädor är dock oftast så billiga att det är enklare att köpa en ny.

## Material

### Trä
Trä har fördelen framför plast att det är något "självläkande", att ytliga skåror sluter sig själva. Hårda, täta träslag med små porer, som lönn är bäst. Bra hårdhet och täthet hjälper till att skydda från att vätska och smuts tränger in i träet. Röd ek som har stora porer där bakterier kan frodas, även efter rengöring, är exempelvis ett olämpligt material för skärbrädor. Tropiska träslag kan innehålla gifter eller allergener.
Även om bambu egentligen är ett gräs, kan laminerade bambubitar vara ett bra och hållbart material för skärbrädor. 
Träskärbrädor bör regelbundet behandlas med för ändamålet avsedd olja, till exempel paraffinolja, vilket motverkar sprickbildning.

### Plast
Även om plastskärbrädor teoretiskt sett skulle kunna vara mer hygieniska än träskärbrädor har det visat sig att så inte alltid är fallet. Antibiotika kan blandas i plasten för att hindra tillväxt av bakterier som annars kan ge missfärgningar och dålig lukt, men det kan inte ta bort eventuella bakterier i mat. Ett av de stora problemen med skärbrädor av plast är det faktum att de ofta är betydligt mjukare än trä, och till skillnad från detta naturmaterial så är det inte självläkande. Det finns också en risk att mögel och andra svampar växer i skårorna som bildas. De tål dock desinfektionsmedel bättre än trä, och kan diskas i hett vatten eller i diskmaskin utan att ta skada.
Plastskärbrädor finns i olika tjocklekar där de tunnare har fördelen att vara mycket böjliga. På så vis kan skärbrädan rullas ihop något för att underlätta överförandet av de skurna matvarorna till stekpannan.

### Glas
Fördelen med skärbrädor i glas är att de är lättare att rengöra och kan placeras i diskmaskin.
Även om de är lättare att rengöra kan glasskärbrädor skada knivars egg, eftersom de har en yta som är hårdare än knivarnas material. Tandade knivar håller längre, men skadas också kraftigt.